# Richmond, Illinois
Richmond är en ort i McHenry County i delstaten Illinois, USA.